# Vlasteljice
Vlasteljice (cyr. Властељице) – wieś w Serbii, w okręgu morawickim, w gminie Lučani. W 2011 roku liczyła 279 mieszkańców.